# Caro, Michigan
Caro este o localitate, municipalitate și sediul comitatului Tuscola, statul Michigan, SUA.
1. ↑  2010 U.S. Gazetteer Files, accesat în 9 iulie 2020